# トライフル

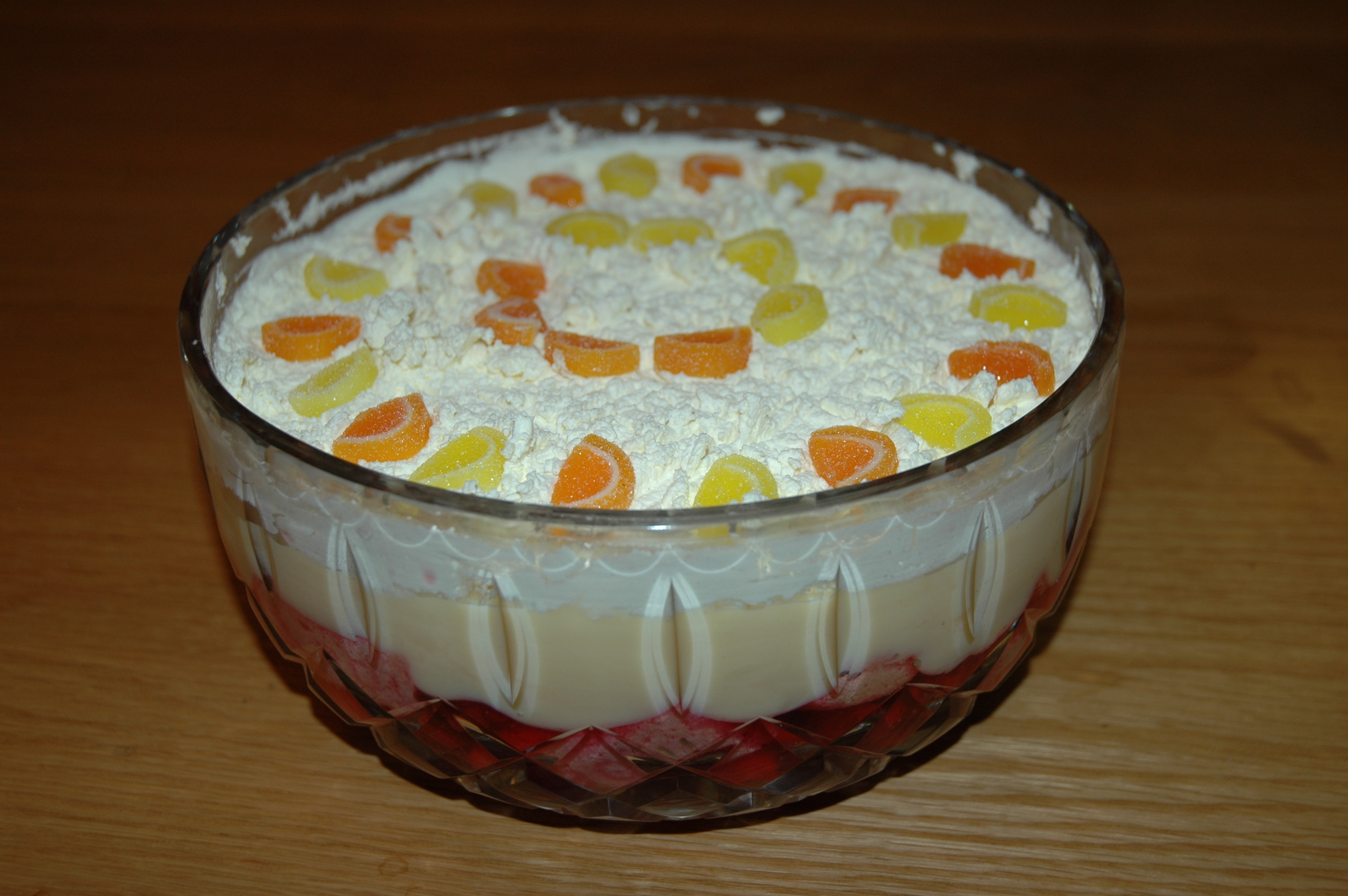
トライフル

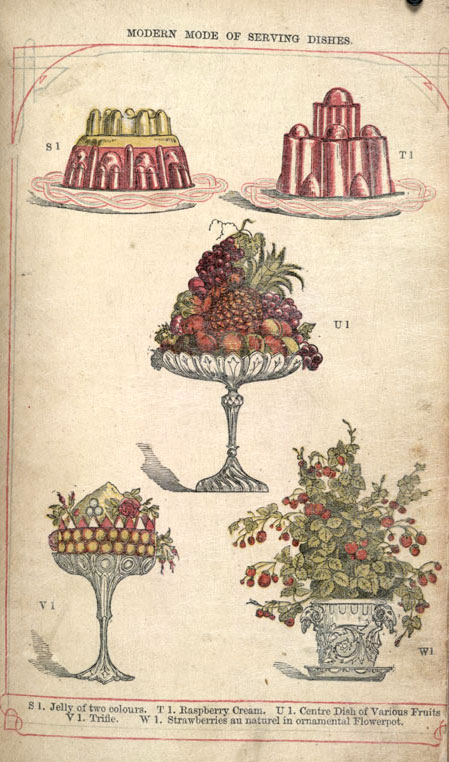
イザベラ・ビートン夫人の『家政読本』（1861年）の挿絵におけるトライフル（左下）

トライフル（英：trifle）は、イギリスのデザートで、カスタードクリームやスポンジケーキ、フルーツなどを器のなかで層状に重ねたもの。
語源は中英語からのものと言われており、そこには「気ままなおしゃべり」だったり、残り物またはあり合わせで作ったデザートだから「つまらない物」と言う意味合いがあるという。
クリスマスにも供され、重い食べ物であるクリスマスプディングの軽い代替物とされる場合もある。

## 作り方
固めのカスタードクリーム、フルーツ、スポンジケーキ、フルーツジュース（近年はゼリーで代用することも多い）、泡立てた生クリームで作る。以上の材料を層状に重ね、フルーツとスポンジケーキを下に、カスタードクリームと生クリームを上にするのが一般的である。
フルーツジュースはケーキを湿らせるのに必要だが、フルーツジュースの代わりにポートワイン、シェリー、マデイラ・ワインなどの洋酒を加える場合がある。シェリー酒を染み込ませたスポンジケーキで作ったトライフルは「シェリー・トライフル」または「ハイ・チャーチ」 （High Church） などと呼ばれるが、もともとトライフルはシェリー酒で作られるものが一般的であった。
バリエーションの一つとして、冷やす前にスポンジケーキをゼリーに浸すものがある。この二つを適切な分量で組み合わせることで、独特の快い食感が生まれる。
トライフルは味覚や見た目も工夫しやすい。色鮮やかなフルーツやナッツ、ゼリー、ジャム等やカスタードクリーム、生クリームを利用して飾りつけることが可能である。

## 類似する料理
クレオール・トライフルまたはロシアン・ケーキと呼ばれるデザートは、トライフルとは異なるが関連性のある料理である。様々なケーキの一部を混ぜて固め、赤ワインやラム酒、シロップ、フルーツジュースなどで湿らせ、冷やして作る。出来上がったものは複雑な色と芳香を示す。ニューオーリンズのパン屋は残り物や失敗した商品からこのようなケーキを作ったことで知られている。
イタリアにはトライフルに似たズッパ・イングレーゼ(zuppa inglese)（イングランド風スープ）というデザートがある。リキュールにひたしたスポンジケーキとカスタードクリームとを層にしてかさね、生クリームをかけフルーツをあしらいかざる。

## 歴史
「トライフル」という名称が、砂糖、生姜、ローズウォーターで風味付けされた固いクリームに対して初めて使われたのは、トーマス・ドーソンによって1596年に英国で出版された「The Good Housewife's Jewel (良き主婦の宝石)」という本で紹介されたレシピである。60年後、卵を加えることと、アルコールに浸したスポンジケーキの上にカスタードを乗せるようにレシピが改良された。
研究によると、フルーツフールとして知られていた同様のデザートから進化し、当初は両方の名前は区別されずに使われていた。
ゼリーを加える作り方は最近なされた変形と考える人もいるが、そのレシピは1747年より知られており、詩人オリバー・ウェンデル・ホームズは1861年にゼリー入りのトライフルについて記述している。

## 大衆文化における言及
- テレビドラマ『フレンズ』のエピソードでレイチェル・グリーンがトライフルを作ろうとして、誤ってシェパーズパイを中に入れてしまう。
- 映画『四角い恋愛関係』で新婚家庭でのプライベートな会食で登場。
- 小説『ハリー・ポッターと秘密の部屋』のある日の食事のデザートに出され、クラッブとゴイルが最後まで残って4皿目を平らげていた。